# Лениште
Ле́ниште (болг. Ленище) — село в Кирджалійській області Болгарії. Входить до складу общини Ардино.

## Населення
За даними перепису населення 2011 року у селі проживали 83 особи, усі — турки.
Розподіл населення за віком у 2011 році:
Динаміка населення: